# 神野町 (加古川市)
神野町（かんのちょう）は、兵庫県加古川市の地域である。本項ではその前身の神野村（かんのむら）についても述べる。神野村は1950年6月15日、加古郡加古川町・尾上村・野口村・平岡村と合併し新たに加古川市となったため地方自治体として消滅した。

## 概要
現在の加古川市神野町（石守（いしもり）・神野（かんの）・西条（さいじょう）・西之山（にしのやま）・日岡苑（ひおかえん）・福留（ふくどめ））・山手（やまて）・新神野（しんかんの）・西条山手（さいじょうやまて）に相当する。曇川（くもりがわ）が町内の中央部を流れ、加古川に合流する。

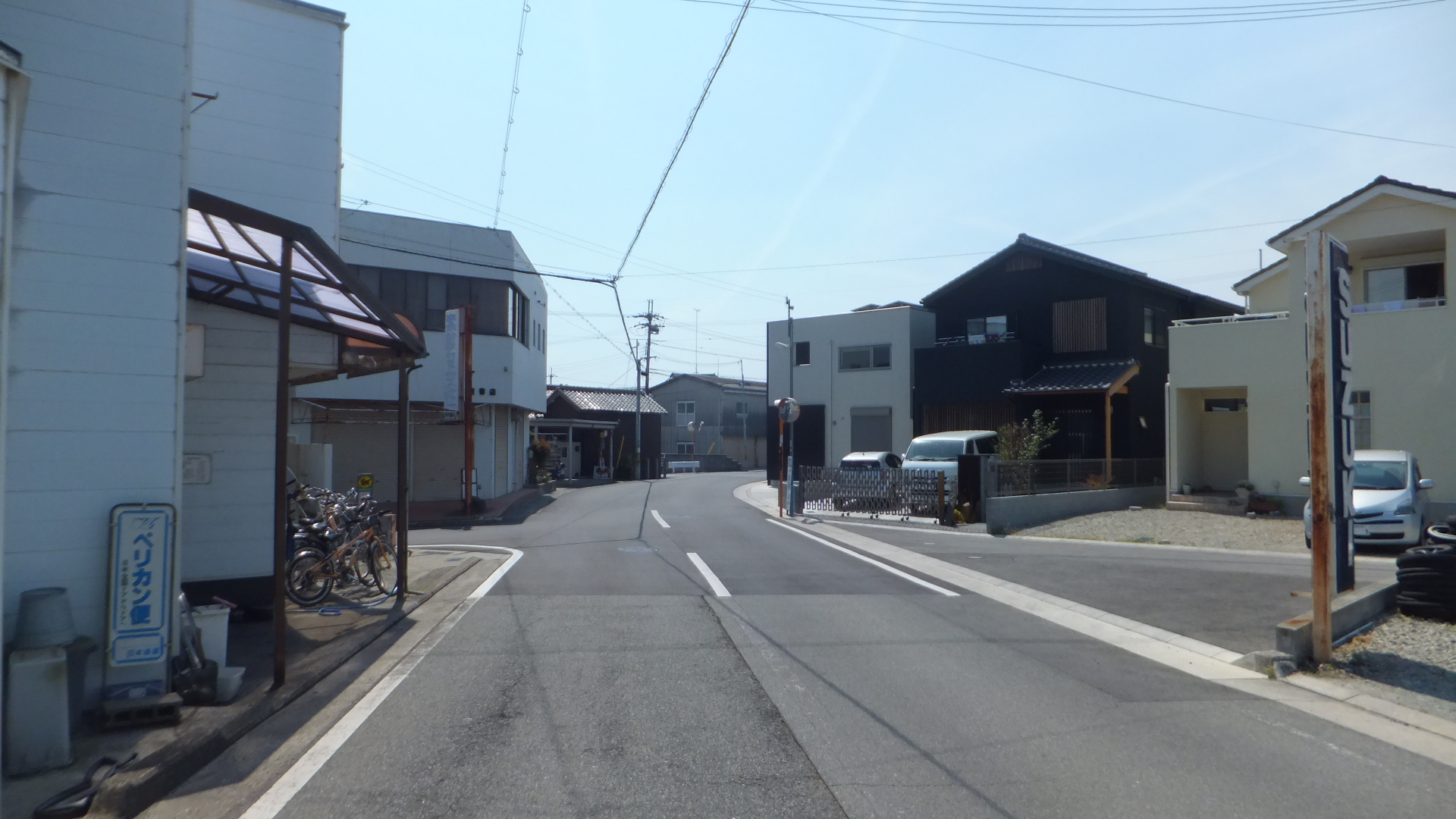
神野町の古くからの住宅地 神野町西条で撮影
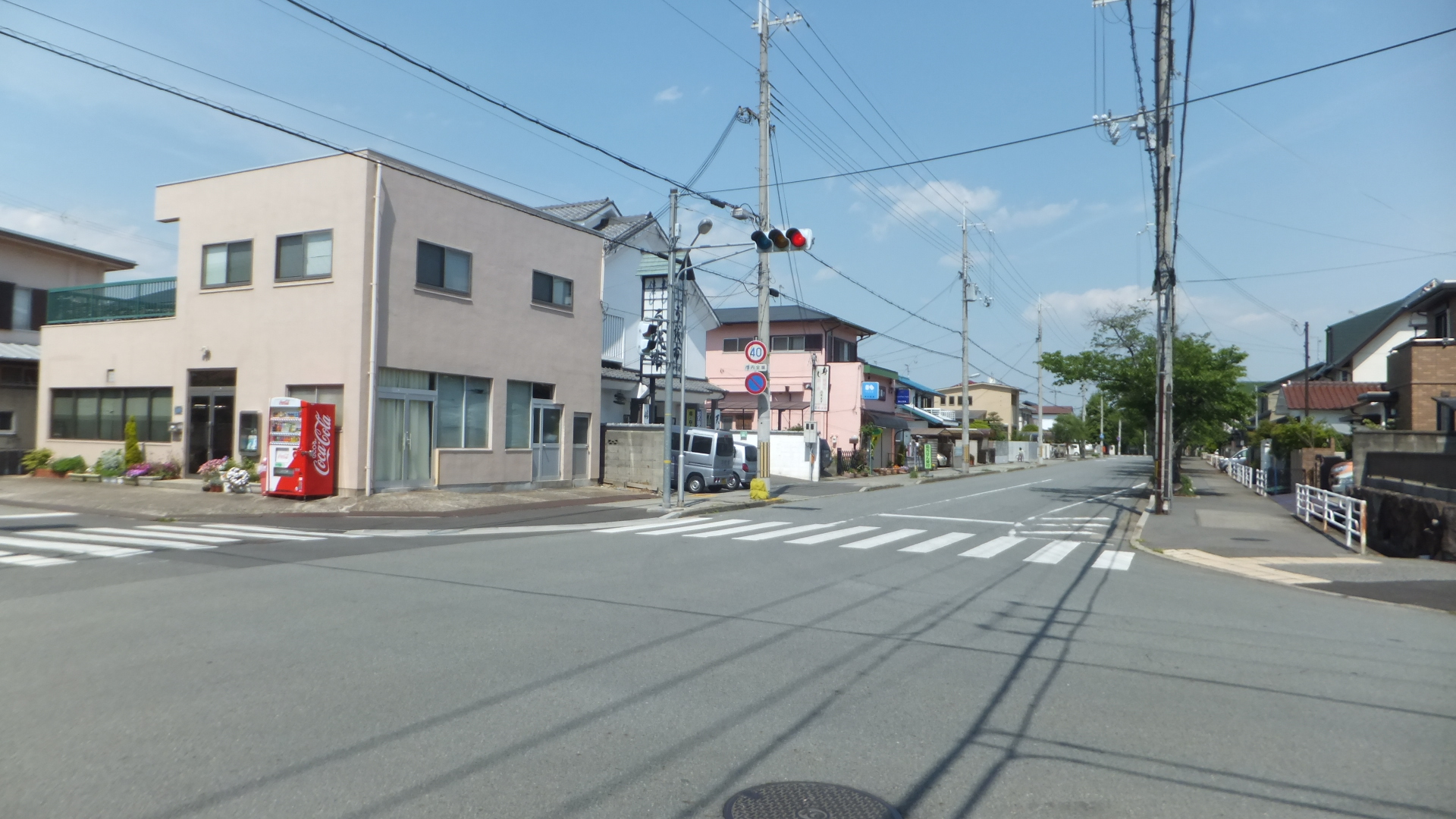
神野町の新興住宅地 新神野2丁目で撮影

## 歴史
- 1889年（明治22年）4月1日 - 町村制施行により加古郡神野村・西ノ山村・石守村・福留村・下西条が合併して加古郡神野村が発足。
- 1950年（昭和25年）6月15日 - 尾上村・加古川町・野口村・平岡村と合併して加古川市が発足。
- 1968年（昭和43年）3月20日 - 新神野が新設される[1]。
- 1973年（昭和48年）11月9日 - 神野町日岡苑が新設される[1]。
- 1974年（昭和49年）11月1日 - 新神野・西条山手が新設される[1]。
- 1983年（昭和58年）11月21日 - 山手が新設される[1]。
- 2005年（平成17年）10月26日 - 神野町石守・神野町福留が新設される[1]。

## 交通

### 鉄道
- JR加古川線 神野駅

### バス
- 神姫バス

### 道路
- 兵庫県道18号加古川小野線
- 兵庫県道148号大久保稲美加古川線
- 兵庫県道383号八幡別府線
- 兵庫県道384号平荘大久保線
- 東播磨南北道路 （神野ランプ、県立加古川医療センターランプ）

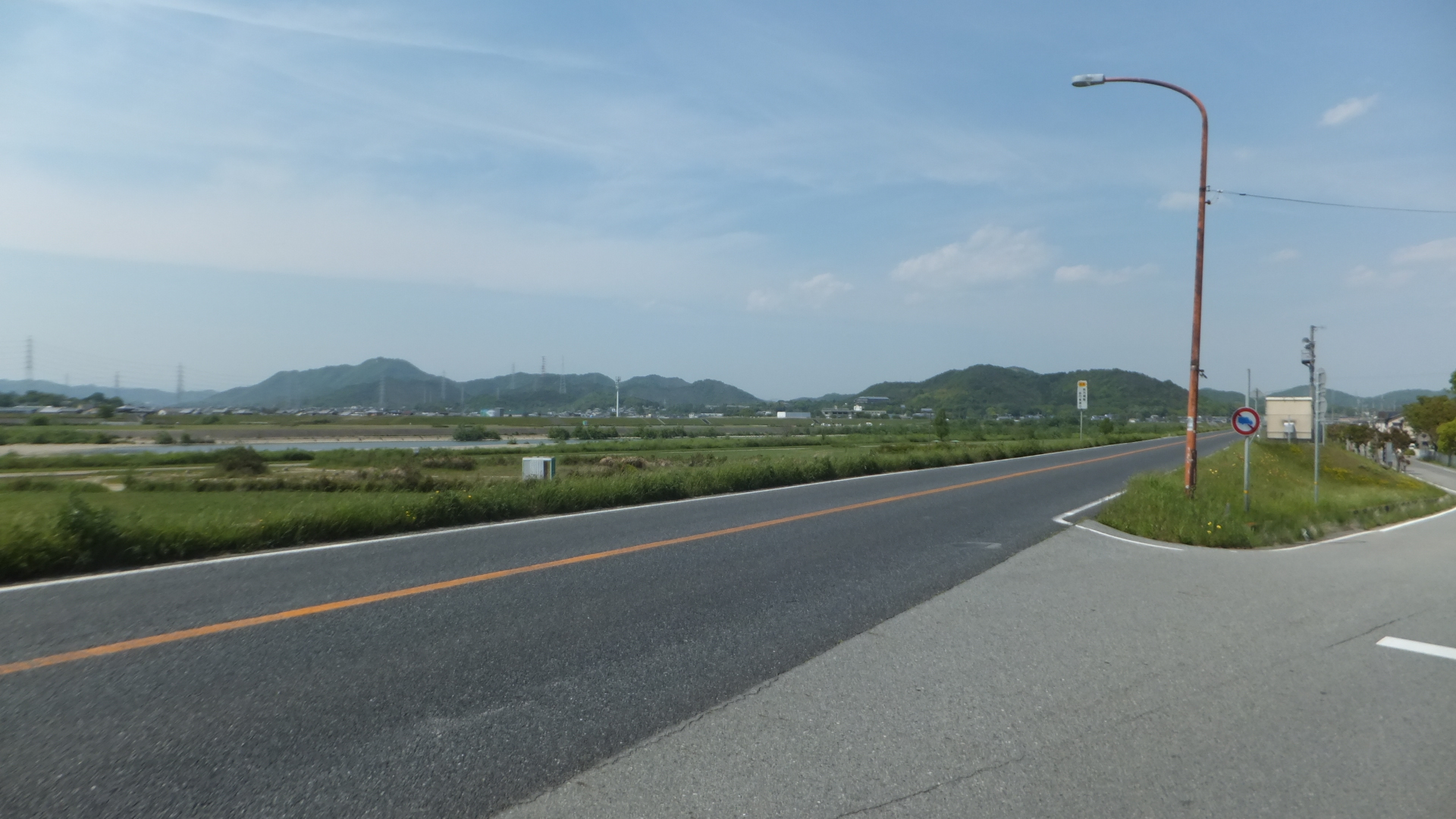
兵庫県道18号加古川小野線 新神野で撮影
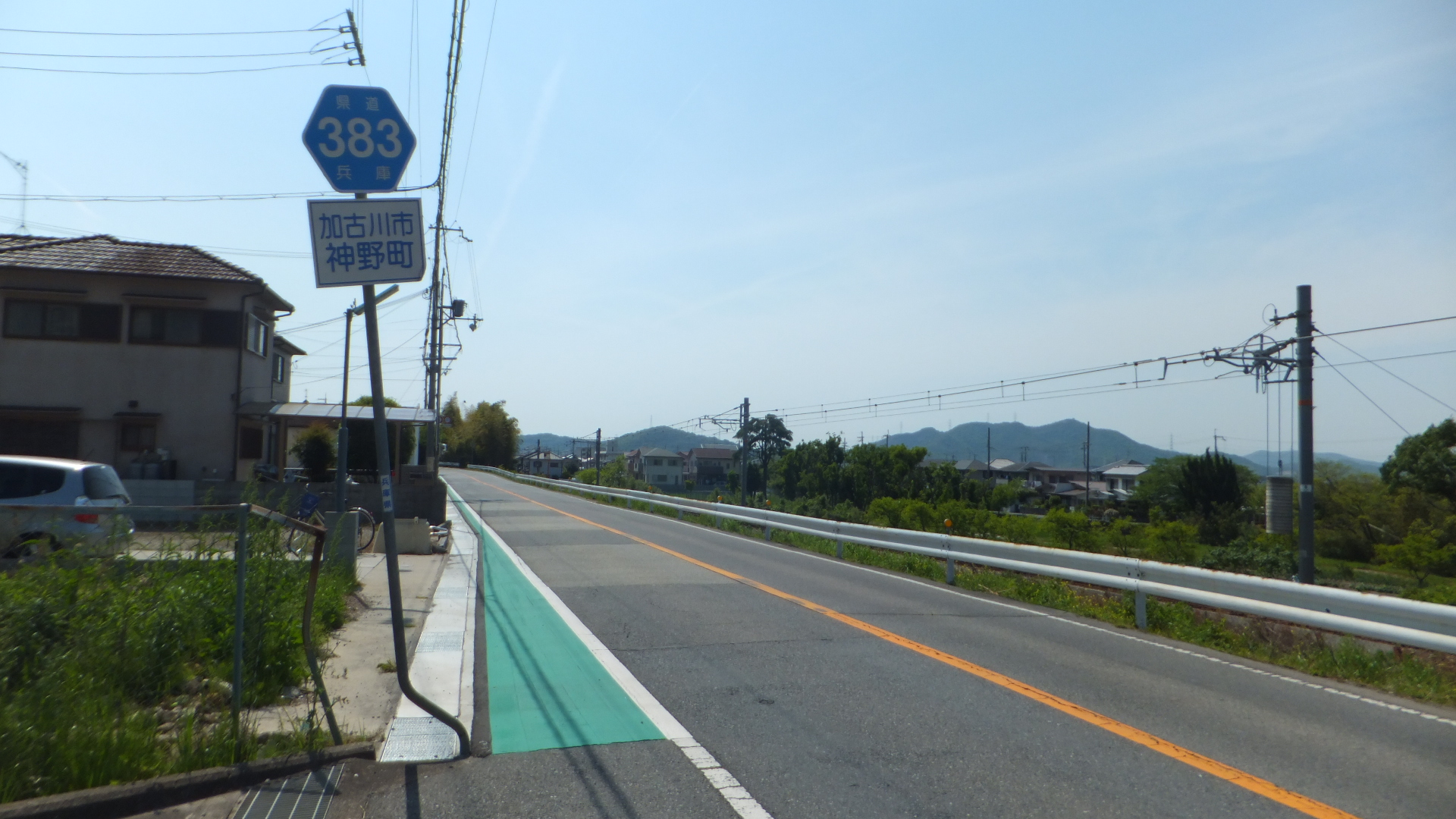
兵庫県道383号八幡別府線 神野町西条で撮影
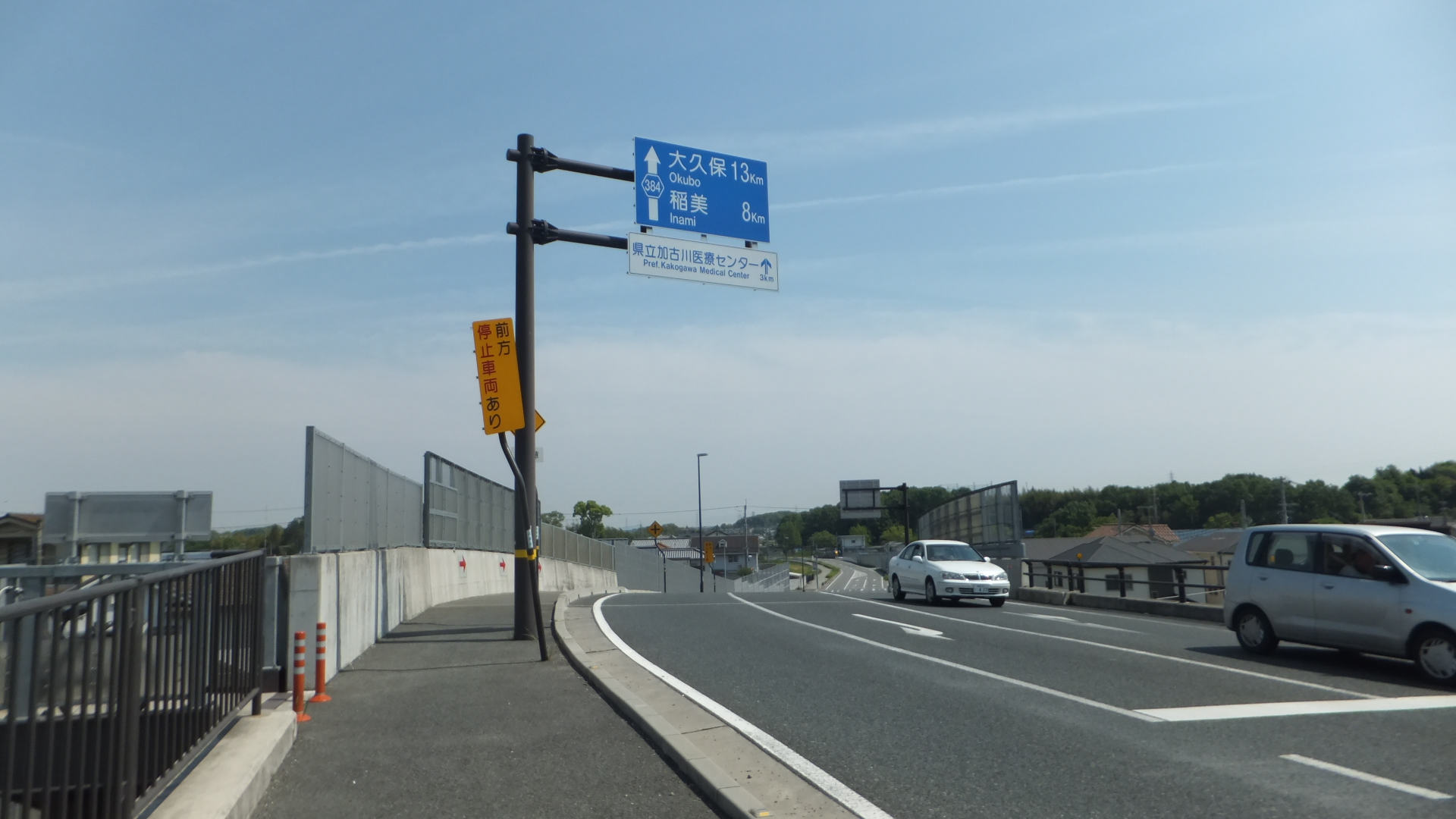
兵庫県道384号平荘大久保線 新神野6丁目で撮影

## 教育
- 幼稚園
  - 加古川市立やまて幼稚園
- 小学校
  - 加古川市立陵北小学校
  - 加古川市立神野小学校
- 中学校
  - 加古川市立山手中学校

## 公共施設

### 病院
- 兵庫県立加古川医療センター
- 甲南加古川病院（旧国立加古川病院）

### 郵便局
- 加古川西条山手郵便局
- 加古川神野郵便局
- 加古川新神野郵便局

## 史跡
- 西条廃寺跡
- 西条古墳群
  - 行者塚古墳
  - 尼塚古墳
  - 人塚古墳

## 参考書籍
- 加古川市『加古川市史 記述編』 3巻、加古川市〈近・現代編〉。